# Sint-Annakerk (Boedapest)

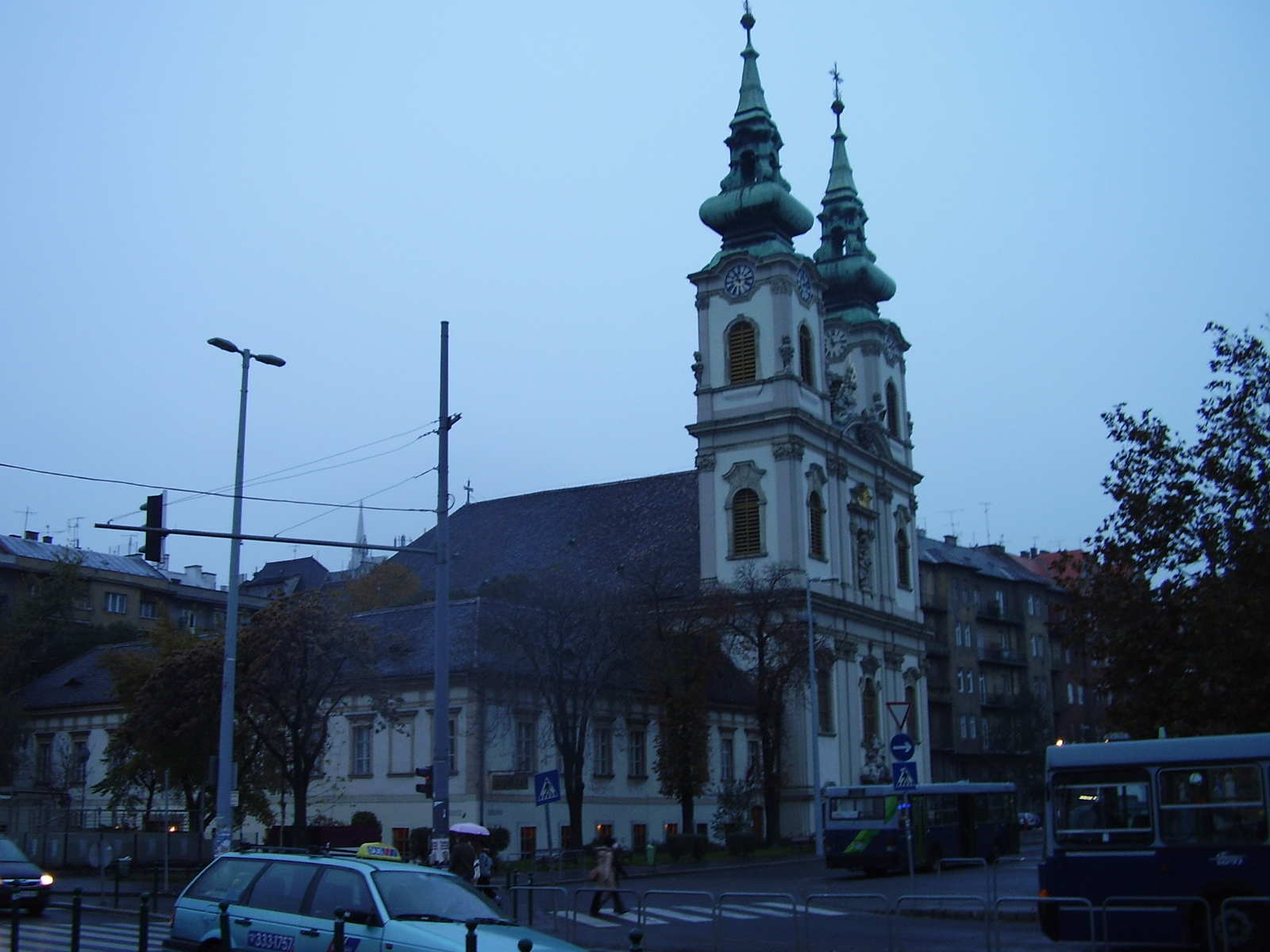
De kerk vanuit het noordoosten

De Sint-Annakerk (Szent Anna-templom) is een barokke kerk aan het Batthyányplein in Boedapest. 
De bouw van de kerk begon in 1740. De aanvankelijke architect was Kristóf Hamon. Na diens dood in 1748 zette Máté Nepauer het werk voort. In 1761 was de kerk gereed.
De buitenkant wordt overheerst door twee fraaie torens. De façade is versierd met beelden, met in het midden de heilige Anna met de Maagd Maria gemaakt door Károly Bebo en schilderingen van de Weense schilder Franz Wagenschön. De ovale koepel is binnen voorzien van fresco's van een onbekende Hongaarse schilder, alsmede een aantal van schilders van deze tijd. Enkele zuilen omgeven het barokke hoofdaltaar.